# Tideglusib
Le Tideglusib, inhibiteur de la GSK-3 (glycogène synthase kinase-3), est un médicament initialement destiné à lutter contre les symptômes de la
maladie d’Alzheimer.

## Applications potentielles
Tideglusib est à l'étude pour de multiples applications :

### Régénération des dents cariées
Il favoriserait les mécanismes de réparation des dents qui favorisent la dentine. Le Tideglusib à la particularité de stimuler la régénération des dents abimées par les caries. Paul Sharpe, professeur et chercheur du King’s College de Londres, est le principal auteur de l'étude publiée dans le magazine en ligne Scientific Reports en janvier 2017,.

### Maladie d'Alzheimer
Il a été testé en essai clinique phase II pour la Maladie d'Alzheimer,. D'autres maladies neurodégénératives pourraient être concernées comme la paralysie supranucléaire progressive.